# Maximilian Schmalnauer
Maximilian „Max” Schmalnauer (ur. 27 sierpnia 1998) – austriacki skoczek narciarski, reprezentant klubu WSV Bad Ischl-NTS. Drużynowy medalista zimowego olimpijskiego festiwalu młodzieży Europy (2015).

## Przebieg kariery
We wrześniu 2014 zadebiutował w konkursie Alpen Cupu w Einsiedeln. Wystartował na Zimowym Olimpijskim Festiwalu Młodzieży Europy 2015, gdzie zajął 21. miejsce indywidualnie, a w konkursie drużynowym mężczyzn zdobył brązowy medal. 
W sierpniu 2015 zadebiutował w FIS Cupie, zajmując 64. miejsce w Villach. Pierwsze punkty zdobył rok później w tej samej miejscowości, zajmując 21. pozycję. 1 października 2016 odniósł zwycięstwo w zawodach Alpen Cupu w Hinterzarten. 
W sierpniu 2017 wystartował w Letnim Pucharze Kontynentalnym, w trzech startach nie zdobywając punktów. W międzynarodowych zawodach rangi FIS po raz ostatni startował w lutym 2018, zajmując 39. i 45. miejsce w konkursach FIS Cupu w Villach.

## Zimowy olimpijski festiwal młodzieży Europy

### Indywidualnie
| 2015 Tschagguns | – | 21. miejsce |

### Drużynowo
| 2015 Tschagguns | – | brązowy medal |

### Starty M. Schmalnauera na zimowym olimpijskim festiwalu młodzieży Europy – szczegółowo
| Miejsce | Dzień       | Rok  | Miejscowość | Skocznia                   | Punkt K | HS     | Konkurs  | Skok 1 | Skok 2 | Nota                  | Strata   | Zwycięzca     |
| ------- | ----------- | ---- | ----------- | -------------------------- | ------- | ------ | -------- | ------ | ------ | --------------------- | -------- | ------------- |
| 21.     | 27 stycznia | 2015 | Tschagguns  | Montafoner Schanzenzentrum | K-97    | HS-108 | indywid. | 89,5 m | 91,5 m | 220,5 pkt             | 50,8 pkt | Niko Kytösaho |
| 3.      | 29 stycznia | 2015 | Tschagguns  | Montafoner Schanzenzentrum | K-97    | HS-108 | druż.    | 94,5 m | 98,5 m | 953,8 pkt (253,3 pkt) | 76,6 pkt | Słowenia      |

## Letni Puchar Kontynentalny

### Miejsca w poszczególnych konkursach Letniego Pucharu Kontynentalnego
| 2017                                                                          |             |               |             |                              |             |             |                 |                 |              |              |                   |                   |        |
| Kranj HS109                                                                   | Kranj HS109 | Szczyrk HS106 | Wisła HS134 | Frenštát pod Radhoštěm HS106 | Stams HS115 | Stams HS115 | Trondheim HS138 | Trondheim HS138 | Râșnov HS100 | Râșnov HS100 | Klingenthal HS140 | Klingenthal HS140 | punkty |
| -                                                                             | -           | 63            | 32          | 50                           | -           | -           | -               | -               | -            | -            | -                 | -                 | 0      |
| Legenda                                                                       |             |               |             |                              |             |             |                 |                 |              |              |                   |                   |        |
| 1 2 3 4-10 11-30 poniżej 30 dq – dyskwalifikacja - − zawodnik nie wystartował |             |               |             |                              |             |             |                 |                 |              |              |                   |                   |        |

### Puchar Beskidów

#### Miejsca w klasyfikacji generalnej
| Sezon | Miejsce |
| ----- | ------- |
| 2017  | 48.     |

## FIS Cup

### Miejsca w klasyfikacji generalnej
| Sezon     | Miejsce |
| --------- | ------- |
| 2016/2017 | 149.    |

### Miejsca w poszczególnych konkursachFIS Cupu
| Źródło                                                                        | Źródło       | Źródło        | Źródło        | Źródło           | Źródło           | Źródło           | Źródło           | Źródło             | Źródło             | Źródło         | Źródło         | Źródło         | Źródło         | Źródło           | Źródło           | Źródło          | Źródło          | Źródło          | Źródło          | Źródło        | Źródło        | Źródło          | Źródło          | Źródło | Źródło | Źródło | Źródło | Źródło | Źródło | Źródło | Źródło | Źródło | Źródło | Źródło | Źródło | Źródło | Źródło | Źródło | Źródło |
| ----------------------------------------------------------------------------- | ------------ | ------------- | ------------- | ---------------- | ---------------- | ---------------- | ---------------- | ------------------ | ------------------ | -------------- | -------------- | -------------- | -------------- | ---------------- | ---------------- | --------------- | --------------- | --------------- | --------------- | ------------- | ------------- | --------------- | --------------- | ------ | ------ | ------ | ------ | ------ | ------ | ------ | ------ | ------ | ------ | ------ | ------ | ------ | ------ | ------ | ------ |
| Sezon 2015/2016                                                               |              |               |               |                  |                  |                  |                  |                    |                    |                |                |                |                |                  |                  |                 |                 |                 |                 |               |               |                 |                 |        |        |        |        |        |        |        |        |        |        |        |        |        |        |        |        |
| Villach HS98                                                                  | Villach HS98 | Kuopio HS127  | Kuopio HS127  | Szczyrk HS106    | Szczyrk HS106    | Einsiedeln HS117 | Einsiedeln HS117 | Râșnov HS100       | Râșnov HS100       | Notodden HS98  | Notodden HS98  | Zakopane HS134 | Zakopane HS134 | Pjongczang HS109 | Pjongczang HS109 | Whistler HS106  | Whistler HS106  | Eau Claire HS95 | Eau Claire HS95 | Planica HS104 | Planica HS104 | Harrachov HS100 | Harrachov HS100 | punkty |        |        |        |        |        |        |        |        |        |        |        |        |        |        |        |
| dq                                                                            | 64           | -             | -             | -                | -                | 38               | 32               | -                  | -                  | -              | -              | -              | -              | -                | -                | -               | -               | -               | -               | -             | -             | -               | -               | 0      |        |        |        |        |        |        |        |        |        |        |        |        |        |        |        |
| Sezon 2016/2017                                                               |              |               |               |                  |                  |                  |                  |                    |                    |                |                |                |                |                  |                  |                 |                 |                 |                 |               |               |                 |                 |        |        |        |        |        |        |        |        |        |        |        |        |        |        |        |        |
| Villach HS98                                                                  | Villach HS98 | Szczyrk HS106 | Szczyrk HS106 | Kuopio HS127     | Kuopio HS127     | Einsiedeln HS117 | Einsiedeln HS117 | Hinterzarten HS108 | Hinterzarten HS108 | Râșnov HS100   | Râșnov HS100   | Notodden HS98  | Notodden HS98  | Zakopane HS134   | Zakopane HS134   | Eau Claire HS95 | Eau Claire HS95 | Sapporo HS100   | Sapporo HS134   | punkty        | punkty        | punkty          | punkty          | punkty | punkty | punkty | punkty | punkty | punkty | punkty | punkty | punkty | punkty | punkty | punkty | punkty | punkty | punkty |        |
| 21                                                                            | 59           | -             | -             | -                | -                | -                | -                | -                  | -                  | -              | -              | -              | -              | -                | -                | -               | -               | -               | -               | 10            | 10            | 10              | 10              | 10     | 10     | 10     | 10     | 10     | 10     | 10     | 10     | 10     | 10     | 10     | 10     | 10     | 10     | 10     |        |
| Sezon 2017/2018                                                               |              |               |               |                  |                  |                  |                  |                    |                    |                |                |                |                |                  |                  |                 |                 |                 |                 |               |               |                 |                 |        |        |        |        |        |        |        |        |        |        |        |        |        |        |        |        |
| Villach HS98                                                                  | Villach HS98 | Kuopio HS127  | Kuopio HS127  | Kandersteg HS106 | Kandersteg HS106 | Râșnov HS100     | Râșnov HS100     | Whistler HS104     | Whistler HS104     | Notodden HS100 | Notodden HS100 | Zakopane HS140 | Zakopane HS140 | Planica HS102    | Planica HS102    | Rastbüchl HS78  | Rastbüchl HS78  | Villach HS98    | Villach HS98    | Falun HS100   | punkty        | punkty          | punkty          | punkty | punkty | punkty | punkty | punkty | punkty | punkty | punkty | punkty | punkty | punkty | punkty | punkty | punkty | punkty | punkty |
| -                                                                             | -            | -             | -             | -                | -                | -                | -                | -                  | -                  | -              | -              | -              | -              | -                | -                | -               | -               | 39              | 45              | -             | 0             | 0               | 0               | 0      | 0      | 0      | 0      | 0      | 0      | 0      | 0      | 0      | 0      | 0      | 0      | 0      | 0      | 0      | 0      |
| Legenda                                                                       |              |               |               |                  |                  |                  |                  |                    |                    |                |                |                |                |                  |                  |                 |                 |                 |                 |               |               |                 |                 |        |        |        |        |        |        |        |        |        |        |        |        |        |        |        |        |
| 1 2 3 4-10 11-30 poniżej 30 dq – dyskwalifikacja - − zawodnik nie wystartował |              |               |               |                  |                  |                  |                  |                    |                    |                |                |                |                |                  |                  |                 |                 |                 |                 |               |               |                 |                 |        |        |        |        |        |        |        |        |        |        |        |        |        |        |        |        |